# Pesten (gedrag)

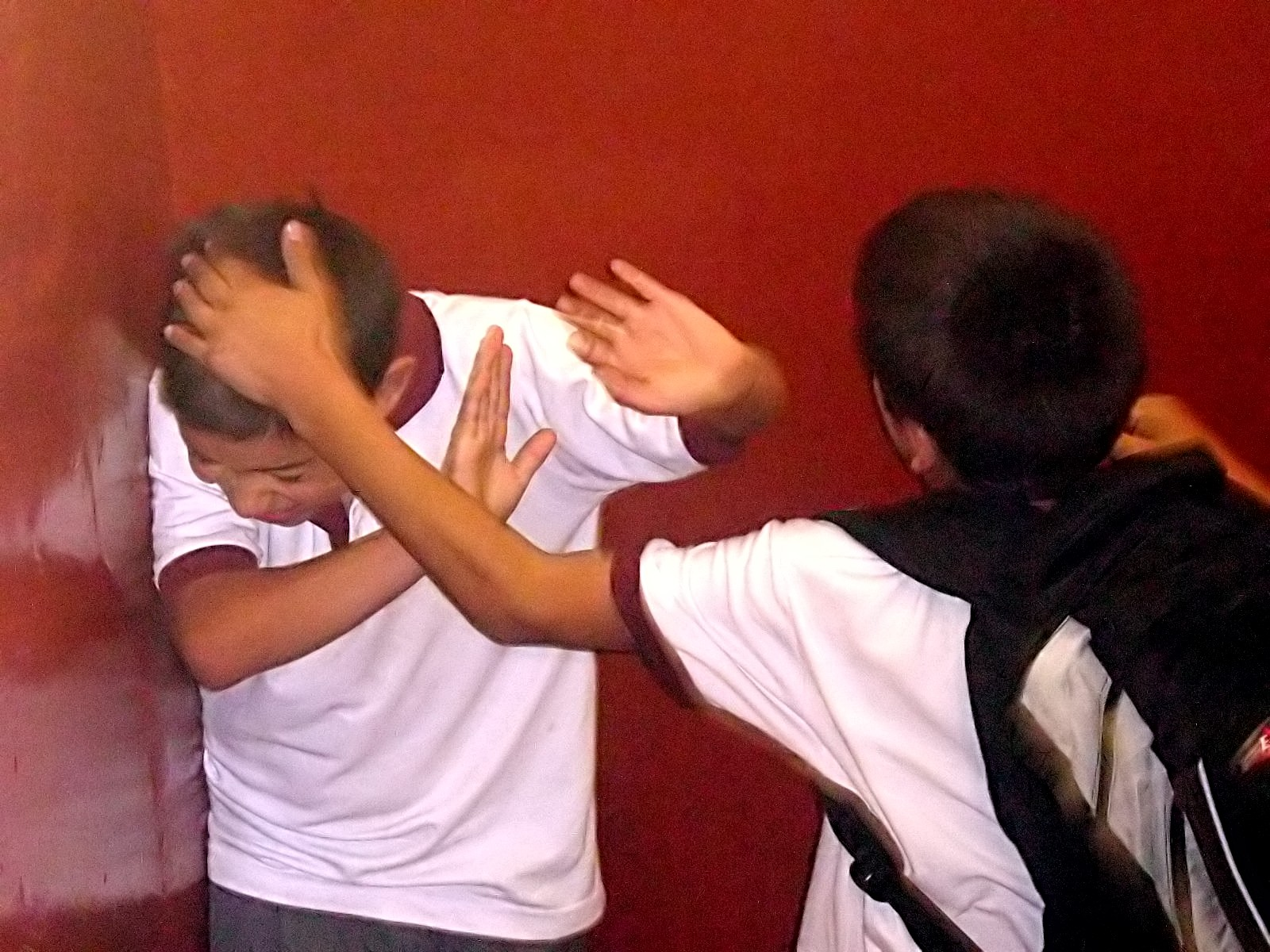
Pesten op de eerste schooldag in het Instituto Regional Federico Errázuriz in Santa Cruz (Chili).

Pesten is gedrag waarbij iemand herhaald en gedurende langere tijd door anderen bejegend wordt op manieren die opzettelijk kwaadaardig zijn. Dit kan psychisch lijden en lichamelijke klachten veroorzaken en in het geval van fysiek geweld verwondingen tot gevolg hebben. Pesten kent vele vormen en kan variëren van woordgrapjes tot structureel geweld en afpersing.
Bij langdurig pesten heeft het grote psychische gevolgen voor het slachtoffer die levenslang kunnen aanhouden. Ook de daders kunnen op latere leeftijd geconfronteerd worden met hun eigen gedragsproblemen of spijt. De dader kan zelf ook weer slachtoffer zijn van een andere pester of problemen hebben in de privésfeer zoals bijvoorbeeld kindermishandeling. Wanneer ergens gepest wordt heeft vaak niet alleen het slachtoffer hier last van maar ook de omgeving zoals de schoolklas, het voetbalteam of het bedrijf waar het plaatsvindt. In extreme gevallen kan het leiden tot zelfdoding van het slachtoffer.

## Vormen
De bekendste vormen zijn pesten op school en pesten op de werkvloer. Maar ook daarbuiten kan pesten voorkomen, zoals op straat, op universiteiten en hogescholen, binnen verenigingen, of tussen buurtbewoners. Pesten is structureel en brengt het slachtoffer tot wanhoop. Pesten is een universeel, niet cultuurgebonden verschijnsel. Onderzoek heeft aangetoond dat in Noord-, Midden- en Zuid-Europa vrijwel evenveel en op dezelfde manieren gepest wordt. Ook in de Verenigde Staten en Japan komt het voor. Pesten kan verbaal (met woorden), fysiek of elektronisch worden gedaan; uitschelden, beledigen, trollen. De meest recente vorm is cyberpesten, ontstaan sinds de intrede van het internet en op sociale media, bedrijfs- en schoolservers werkelijkheid geworden.

## Elementen en soorten pesterijen
Pesten kent de volgende elementen:
- Bejegening op manieren die leiden tot fysieke verwonding en/of psychisch lijden. Hieronder verstaat men niet alleen gedrag dat direct pijn of verwondingen kan veroorzaken (mishandeling) maar ook gedrag waaronder iemand geestelijk kan lijden, zoals belachelijk maken, isoleren of uitsluiten.
- Herhaald en gedurende langere tijd. Een enkel incident, hoe erg ook, is in principe nog geen pesten.[2] Aan de andere kant kunnen ook op het eerste gezicht kleinere incidenten als pesten worden aangemerkt, als ze maar herhaaldelijk en gedurende langere tijd doorgaan. Door de voortdurende herhaling ontstaat of vergroot het schadelijk effect, vergelijkbaar met stalking.

Hoewel herhaalde mishandeling en intimidatie het meest opvallen, omvat een niet onaanzienlijk deel van de pesterijen uit niet-fysiek pestgedrag, zoals uitsluiting, grapjes ten koste van een ander, belachelijke bijnamen etc. Dit soort pesterijen valt minder op en is moeilijker aan te pakken.
Pesten kan verder onderscheiden worden naar verschillende criteria:
- Tussen fysieke en niet-fysieke vormen:
  - Fysiek pesten. Dit zijn alle vormen waarbij fysiek geweld wordt toegepast. Men kan denken aan mishandeling, intimidatie, achtervolgen, opsluiten of vernieling van iemands bezittingen.
  - Niet-fysiek pesten. Dit zijn alle andere vormen van pesten. Hieronder vallen alle vormen van verbaal pesten (uitschelden, roddelen, beledigende grapjes of bijnamen etc.), en tevens ander gedrag dat leed bij de ander kan berokkenen zoals indirect dwarsbomen, zwartmaken bij anderen, saboteren, uitsluiten, isoleren of op een andere wijze stigmatiseren.
- Tussen direct en indirect pesten:
  - Directe pesterijen. Deze pesterijen zijn direct vanuit de dader tegen het doelwit gericht.
  - Indirecte pesterijen. Hierbij zet de dader andere personen tegen het doelwit op of saboteert hij diens activiteiten. Niet alleen het pesten zelf maar ook de dader(s) zijn hier moeilijk te identificeren.
- Tussen gedragingen die als een doen of (na)laten gelden:
  - Gedragingen die als een doen kunnen worden gezien: mishandeling, uitlachen, kwaadspreken, sabotage, anderen tegen het slachtoffer opzetten.
  - Gedragingen die als een nalaten kunnen worden gezien: doodzwijgen, niet voor feestjes of activiteiten uitnodigen, stelselmatig passeren voor promoties of voorrechten, overslaan bij traktaties, traktaties of uitnodigingen van het slachtoffer massaal weigeren.

## Plagen en pesten
Plagen en pesten is niet hetzelfde. Niet alle leraren en ouders kunnen het onderscheid even goed herkennen. Hierdoor wordt pesten nogal eens ten onrechte voor plagen aangezien. Bij plagen zijn beide partijen (vrijwel) aan elkaar gelijk, en is de situatie een op een. De ene keer doet de een wat, de andere keer de ander. Het kan gebeuren dat het niet prettig gevonden wordt, en er kan zelfs ruzie van komen, maar zelfs dan geven beide partijen goed partij. Plagen kan ook een goedaardig karakter hebben, waarbij beide partijen erom kunnen lachen. Een sprekend en typisch Nederlands voorbeeld is het Sinterklaasgedicht.
Pesten is structureel anders. In tegenstelling tot bij plagen is er hier geen gelijkwaardigheid meer. De pesterijen gebeuren (vaak) niet een op een, maar met een hele groep tegen een (soms twee of drie, maar vaak een minderheid). De gepeste kan zich niet verweren, en is altijd de sigaar. Vaak durft of kan hij niet terugslaan, of is hierin niet doeltreffend. Plagen houdt na verloop van tijd op, terwijl pesten vaak voortdurend doorgaat.
Zelfs kleine grapjes hoeven niet per se plagen te zijn. Als het grapje tot vervelens toe herhaald wordt en de ander zich niet kan verweren, dan is er ook al sprake van een (lichte) vorm van pesten. Het gedrag is namelijk repetitief en leidt tot psychisch lijden bij de persoon ten koste van wie het grapje wordt gemaakt.
Het aanhouden van pesten, gedurende meerdere jaren, kan psychische klachten veroorzaken. Deze klachten kunnen langdurig van aard zijn. Vaak is de pester van jonge leeftijd zich hier niet van bewust. Voorbeelden van deze klachten zijn: minderwaardigheidscomplex, faalangst, grote mate van onzekerheid op allerlei gebieden, aanpassingsproblemen en vereenzaming.

## De slachtoffers
Vaak wordt qua gedrag, kleding of in andere opzichten afwijken van de groep als aanleiding gezien voor pesten. Deze bewering is echter niet alleen onwaar, maar ook uiterst kwetsend voor slachtoffers. Iedereen kan immers het slachtoffer worden van pesten. Onderscheid is immers makkelijk te maken (iedereen is anders), en dit wordt vaak achteraf als reden opgegeven. Slachtoffers worden vaak uitgekozen omdat ze minder sterk in hun schoenen staan, over minder sociale vaardigheden (emotionele intelligentie) beschikken, fysiek minder sterk zijn of emotioneel makkelijker uit balans te krijgen zijn, hetgeen hen tot een makkelijker slachtoffer maakt. Ook kan het eerder voorkomen bij nieuwelingen in een klas, of wanneer een geheel nieuwe klas wordt gevormd (brugklas). Ook wordt bij pesten vaak wel gestigmatiseerd op grond van een bepaalde of vermeende eigenschap. Pesten kan ook een expliciet discriminerend karakter hebben en zich richten op iemands ras (racisme), (vermeende) seksuele geaardheid (homofobie), godsdienst of afkomst. De zelfmoord van Tyler Clementi op 22 september 2010 in de Verenigde Staten wordt bijvoorbeeld aangehaald als een typisch voorbeeld van (cyber)pesten gericht tegen de seksuele geaardheid. Dezelfde maand pleegden in de Verenigde Staten overigens nog vier gepeste homoseksuele jongeren zelfmoord.
Er wordt onderscheid gemaakt tussen passieve en provocerende slachtoffers. De passieve slachtoffers kenmerken zich door angstig, onzeker gedrag en een negatief zelfbeeld. De provocerende slachtoffers zijn angstig maar uiten dit agressief. Ze slaan of zeggen iets terug maar zijn hierin niet doeltreffend. Dit is ook erg lastig, aangezien vaak de hele groep actief of passief tegen het slachtoffer is of lijkt te zijn. Voortdurende treiterijen zijn bovendien zeer destructief voor het zelfvertrouwen. Zo wordt een vicieuze cirkel geboren: de gepeste verliest zijn zelfvertrouwen, en kan of durft zich hierdoor niet te verweren hetgeen de pester aanmoedigt door te gaan met pesten waardoor het zelfvertrouwen van de gepeste nog verder wordt aangetast, etc. Het is daarom belangrijk niet alleen de pester aan te spreken op zijn gedrag, maar ook aandacht te schenken aan het bevorderen van het zelfvertrouwen van het slachtoffer.
Voor veel slachtoffers geldt dat ze moeilijk praten over wat er is gebeurd. Dit is niet alleen een pijnlijk onderwerp met vaak veel schaamte waardoor een gesprek al snel emotioneel wordt. Veel slachtoffers denken dat praten over pesten het probleem alleen maar erger zal maken of dat ze niet geloofd zullen worden. Praten roept vaak ook afkeurende reacties in de omgeving op. De verantwoordelijkheid wordt dan bij het slachtoffer gelegd (Blaming-the-victim) met de mededeling dat deze het vast zelf uitgelokt heeft of zich beter had moeten verweren. Hierdoor moeten slachtoffers dubbel door de vernedering, eerst het pesten en dan een gesprek vol onbegrip.
Langdurig pesten kan psychische problemen veroorzaken die in het ergste geval een leven lang blijven. Zoals depressie, angststoornissen en zelfs zelfmoord. Slachtoffers van pesten kunnen hun problemen mee naar huis nemen en dit op hun ouders, echtgenoot of kinderen afreageren waardoor weer nieuwe slachtoffers ontstaan. Ook slachtoffers kunnen daders worden door zelf te gaan pesten.

## De daders
De daders hebben vaak verschillende motieven om tot pesten over te gaan. Soms is dit uit pure verveling. In andere gevallen kan het een frustratie zijn die ze willen afreageren, concurrentiedrang, of jaloezie. Een voorbeeld hiervan is het pesten van de beste leerling, het mooiste meisje van de klas door jaloerse klasgenoten of een ambitieuze werknemer die door uitgerangeerde collega's wordt gepest. Als het om afreageren gaat dan spelen deze motieven niet en wordt slechts een makkelijk slachtoffer uitgekozen. Onderzoekers ontdekten dat pesten aan de Harvard University vaak wordt gedaan door studenten met een hoge reputatie, die het hoogste zelfrespect en de laagste depressie hebben.
De pester kan zelf ook slachtoffer zijn. Soms wordt deze zelf weer door een ander gepest, is dit vroeger gebeurd of is deze bang gepest te worden, en probeert door iemand anders te pesten de aandacht van andere potentiële pesters af te leiden van zichzelf. Ook problemen in de privésfeer kunnen een achterliggende oorzaak zijn. Bijvoorbeeld kinderen waarvan de ouders huwelijksproblemen hebben of een kind dat thuis mishandelt wordt en daarom op school gaat pesten. Het is dan belangrijk om ook het slachtoffer in de dader te herkennen. Ook persoonlijkheidsstoornissen zoals narcisme, psychopathie, een gebrek aan empathie of een manipulatievepersoonlijkheidsstoornis kunnen ten grondslag liggen aan intens pestgedrag. Sommige onderzoekers leggen een link tussen het pesten van andere kinderen en later crimineel gedrag.
Iemand kan ook denken de populairste leerling van de klas te zijn door zich aan de slachtoffers "op te trekken". Pesters zijn in veel gevallen onzeker en proberen dit onder stoer gedrag te verbergen. In veel gevallen menen pesters dat ze populairder worden door hun gedrag, maar in werkelijkheid keuren de meeste groepsgenoten het pesten af of zijn ze hooguit aardig voor de pester omdat ze bang voor hem zijn. Meestal pesten ze alleen als ze in een groep zijn, of voldoende (passieve) medestanders hebben. De meeste daders durven niets te ondernemen als ze zich onvoldoende gesteund voelen. Dit leidt tot een patroon van daadwerkelijke daders en meelopers: de mensen die de daders aanmoedigen en verbaal steunen. De meelopers zijn meestal zelf bang voor de pester, maar laten hem meestal vallen als hij zelf gezichtsverlies lijdt.
Bij kinderen ligt de drempel tot pestgedrag relatief laag omdat ze impulsiever reageren. Ook adolescenten en volwassenen pesten echter regelmatig. Verder beperkt pesten zich, in tegenstelling tot wat vaak gedacht wordt, niet tot een bepaald opleidingsniveau. Ook is pesten niet alleen iets waar jongens en mannen zich schuldig aan maken. Vrouwen en meisjes hebben wel degelijk een sterk aandeel in pesterijen, in toenemende mate ook in gewelddadige pesterijen. Wel kan de wijze van pesten verschillen. Mannen, kinderen en laagopgeleiden nemen meestal de toevlucht tot fysieke pesterijen en grapjes als het verstoppen of afpakken van spullen. Vrouwen, hoogopgeleiden en volwassenen nemen vaker hun toevlucht tot verbale en indirecte pesterijen, die beslist niet minder hard kunnen aankomen.
Pesten kan ook een bewuste strategie zijn. Het kan gebruikt worden om mensen te isoleren of hun reputatie te beschadigen of om bewust een groep uit elkaar te spelen. Een succesvolle pester kan in eerste instantie een groep (bijvoorbeeld een afdeling) uit elkaar spelen om vervolgens als bemiddelaar op te treden en zichzelf op die manier status toe te eigenen. Ook wraak kan een rol spelen. Een pester is dan eerst slachtoffer geworden van iemand en neemt wraak door deze (terug) te gaan pesten. Met de opkomst van het internet is het soms gesignaleerd dat slachtoffers wraak namen op pesters door hen te cyberpesten. Dit kan immers anoniem. Het kan echter, naast de normale negatieve consequenties van (cyber)pesten, leiden tot escalatie.
Wanneer pestende kinderen hun gedrag niet aflever kunnen ze hier in hun volwassen leven problemen mee krijgen. Ze hebben dan geleerd dat ze zich alleen met negatieve middelen staande kunnen houden in een groep, zoals met pesten, stoken en geweld. Positieve sociale vaardigheden, zoals overtuigen, effectief onderhandelen, iemand motiveren of vertrouwen winnen hebben ze dan niet geleerd. Ook leren ze zelden om hun gevoelens te uiten of zich kwetsbaar op te stellen. Hun gedragsproblemen verminderen dan hun carrièrekansen. Zo hebben ze een grotere kans om door collega's gemeden te worden of te worden ontslagen. Ook het aangaan van een duurzame liefdesrelatie of goed contact met de eigen kinderen blijkt voor hen moeilijker te zijn. Schaamte en schuldgevoelens kunnen op latere leeftijd opspelen. Op jonge leeftijd zijn de pesters nog trots op wat ze hebben gedaan maar hoe ouder ze worden hoe afkeurender hun omgeving zal reageren op hun verhalen. Veel pesters zullen hun daden op latere leeftijd daarom bagatelliseren.

## Meelopers en toeschouwers
Zoals eerder vermeld pesten pesters meestal alleen als ze in een groep zijn. Deze groep, de meelopers, steunt de pesters vaak verbaal en moedigt hen aan. Soms doen ze ook mee aan de pesterijen, op verzoek van de pester(s) of uit eigen beweging om hen 'tegemoet te werken'. Vaak zijn ze in meerdere of mindere mate bang voor de pester of menen ze dat zijn gedrag 'stoer' is. Door met de pester op te trekken en mee te doen hopen ze te voorkomen dat ze zelf gepest worden, of hopen ze zelf ook 'een beetje stoer' te zijn. Verder komt het weleens voor dat de pester zich beperkt tot het geven van opdrachten en de meelopers het vuile werk opknappen, zodat de pester buiten schot blijft. Met name op middelbare scholen komt het weleens voor dat de ware pester een meisje is dat goed bij de jongens ligt, en waarbij een of meer jongens op haar verzoek een andere (vaak vrouwelijke) klasgenoot pesten en zo voor de pester de kastanjes uit het vuur halen. Meelopers zullen de pester vaak laten vallen wanneer die zelf gezichtsverlies leidt.
Wanneer een pestgroep uit elkaar wordt getrokken door de pester van de meelopers te scheiden komt het vaak voor dat de groep uiteenvalt omdat de bindende kracht is verdwenen. Soms neemt echter een meeloper de plaats in van de verdwenen pester, en gaat het pesten door. Anderzijds komt het ook voor dat wanneer het slachtoffer verdwijnt, de pester en meelopers zich tegen iemand anders keren, soms zelfs tegen een van de meelopers, die hiermee zelf slachtoffer wordt.
Naast meelopers onderscheidt men ook de toeschouwers, de personen die getuige zijn van het pesten maar er niets tegen doen, het omstandereffect. Ook zij zijn vaak bang zelf het slachtoffer te worden of zijn bij zgn. mobbing bang dat eventueel klikken negatieve gevolgen zal hebben voor de eigen loopbaan. Vaak staan ze ook zodanig buiten het gebeuren dat ze zich pas achteraf realiseren hoe serieus de situatie was. Docenten en managers kunnen in zekere zin ook toeschouwers zijn, wanneer ze ver van hun leerlingen of personeel staan. Ze weten dan niet of slecht wat er in de groep omgaat, en schatten de ernst van de situatie onvoldoende in. Bovendien zullen de groepsleden een afstandelijke docent of manager minder snel in vertrouwen nemen. Hierdoor lijkt het alsof de hele groep actief dan wel passief tegen het slachtoffer is, dat hierdoor het gevoel heeft werkelijk geen kant uit te kunnen.
Onderzoek van de Rijksuniversiteit Groningen, gedaan met behulp van sociale netwerkanalyse bij honderden basisschoolleerlingen (5-12 jaar) wijst uit dat het kind soms pester, pestslachtoffer en 'verdediger' tegelijk kan zijn. Doordat binnen de schoolklassen vriendengroepjes bestaan, verdedigt het kind meestal de eigen groep maar wordt soms door een andere groep gezien als pester, terwijl het soms door weer een andere groep wordt gepest. Het kind neemt zo verschillende rollen in.

## Op school

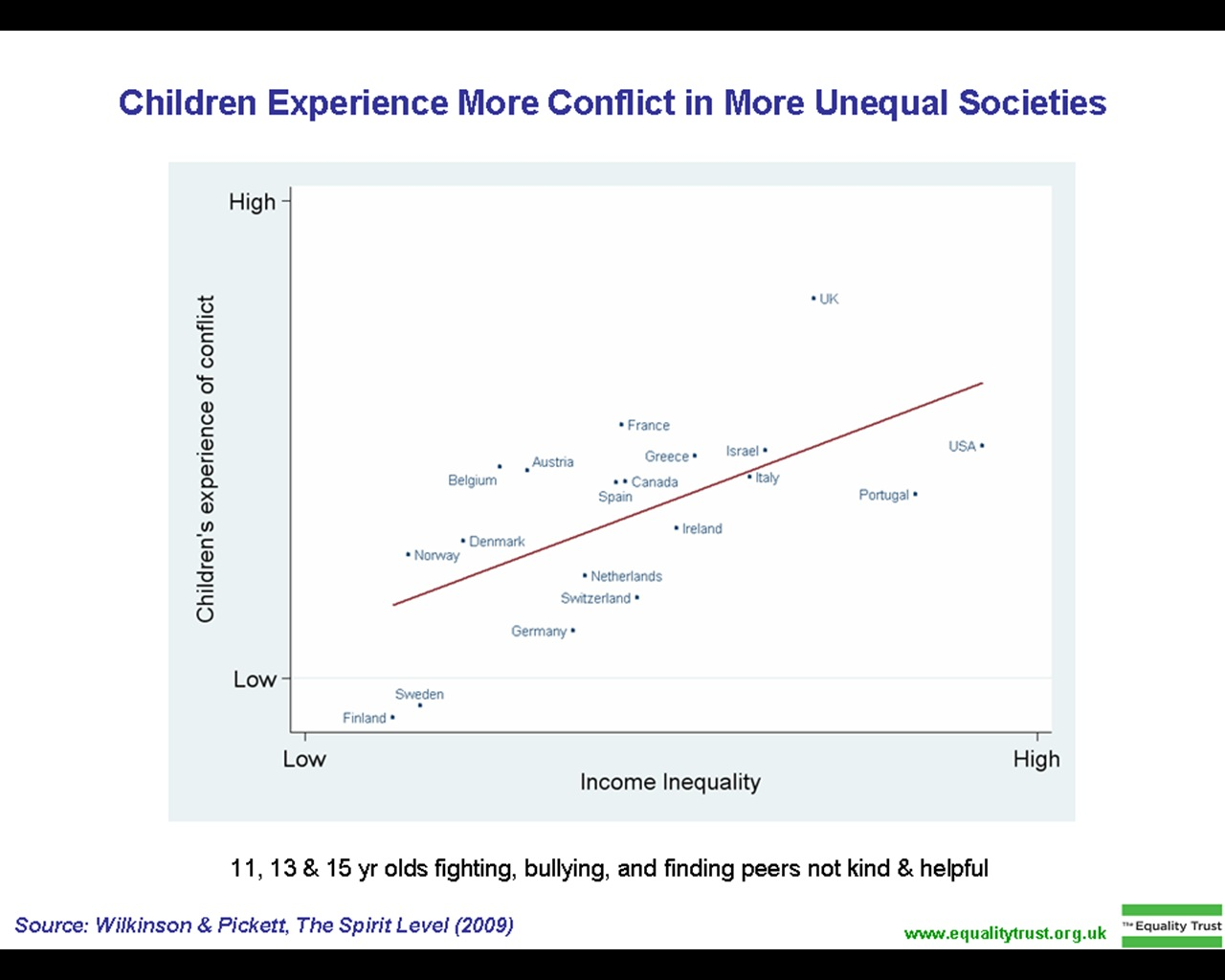
Kinderen ervaren meer conflicten in meer ongelijke landen

Op basis van divers wetenschappelijk onderzoek wordt geschat dat ongeveer 15 tot 25% van kinderen slachtoffer is van pesten. Ander onderzoek heeft aangetoond dat pesten het meeste voorkomt op grote scholen met grote klassen waar het contact met de docent afstandelijk is en waar weinig wordt gedaan om de onderlinge sfeer te verbeteren. Het pesten gebeurt bij voorkeur daar waar de controle van de docent het zwakst is, zoals in de pauzes en speelkwartieren, onderweg naar en tijdens excursies, voor en na schooltijd of in gymlessen. Zoals de zelfmoord van Ben Vodden naar aanleiding van pesten in de schoolbus heeft aangetoond, kunnen schoolbussen bijzonder 'pestgevoelige' omgevingen zijn. Het slachtoffer en de pester(s) moeten in elkaars nabijheid vertoeven en de chauffeur heeft het te druk met rijden om op de kinderen te kunnen letten.
Ook werken veel docenten passief aan pesten mee, door hier de ogen voor te sluiten omdat ze bang zijn de klas niet in de hand te kunnen houden. Het komt zelfs voor dat juist de gepeste straf krijgt als hij terugslaat of iets terugzegt, omdat de docent hem wel en de pesters niet aan durft te pakken en zo zijn 'gezag' toch hoopt te kunnen blijven vestigen. Een enkele keer, zet zelfs een leraar aan tot pesten, door zelf ook iemand regelmatig flink op de hak te nemen. Het is dan ook voorgekomen dat een leraar van zijn baan ontheven is. Ook komt het voor dat de docent zelf (meestal verbaal) wordt gepest door de leerlingen, en zijn eigen beroep een hel voor hem wordt. Een passieve houding van de docent of de school zal door de daders echter als een vrijbrief worden opgevat, en het pesten verergeren.
Bekende vormen van pestgedrag zijn:
- Het slachtoffer doodzwijgen;
- Over het slachtoffer roddelen of hem publiekelijk voor schut zetten;
- Het slachtoffer in de les voortdurend afleiden. Vaak komt het ook voor dat het slachtoffer, wanneer hij iets terugzegt of terugslaat, van de leraar straf krijgt. Dit tot groot vermaak van de daders;
- Fysieke intimidatie, mishandeling, happy slapping;
- Verbale intimidatie;
- Afpersing: het slachtoffer moet geld of goederen aan de pester(s) geven of klusjes voor hen doen;
- Beschadiging, vernieling, diefstal of kwijtmaken van eigendommen van het slachtoffer;
- 'Grapjes' met het slachtoffer uithalen, zoals een muis in de broodtrommel stoppen of een scheetkussen op de stoel leggen;
- Voortdurend kritiek op het slachtoffer uitoefenen;
- Cyberpesten.
- Ridiculiseren van de familienaam van het slachtoffer.

Buitensluiten is een vorm van pesten die lange tijd onopvallend plaats kan vinden. Wanneer het eenmaal opgemerkt wordt is het moeilijk om de dader(s) te herkennen. Hierbij wordt het slachtoffer niet alleen buitengesloten door een kleine groep maar kinderen die toch contact leggen worden gestraft doordat ze zelf buitengesloten worden. Er wordt dan over het slachtoffer geroddeld en deze wordt mogelijk zelfs van van alles beschuldigd. Tegelijk regeert de angst bij andere kinderen om ook buitengesloten te worden. De isolatie van het slachtoffer kan ander pestgedrag in de hand werken doordat deze toch al alleen staat en zijn of haar reputatie al beschadigd is.
Wanneer docenten of ouders merken dat een leerling wordt gepest, zal er actie moeten worden ondernomen. Veel middelbare scholen hebben programma's tegen pesten. Hierbij worden ouders, leraren, daders en slachtoffers betrokken, want pesten is een groepsgebeuren. Kenmerkend is dat een eenmalige projectweek geen of weinig effect zal sorteren, tenzij er sprake is van een duurzame bewustwording bij meerdere betrokkenen. In sommige gevallen is slechts een andere klas of een andere school een oplossing. Ook kan het soms helpen de daders (dus niet de meelopers), die meestal maar 1 of 2 personen zijn, over te plaatsen naar een andere (combinatie) klas. Een aantal scholen kiest voor een zero-tolerance beleid: wie ook maar de schijn wekt andere leerlingen te pesten wordt stevig aan de tand gevoeld, gestraft, of krijgt een uitnodiging voor de ouders om naar school te komen.
Zinvol is het wanneer klas en docent samen spelregels opstellen: wat is prettig voor iedereen? wat doen we als klas niet? En deze regels regelmatig gezamenlijk evalueren. Ook kunnen sociaal zwakkere leerlingen geholpen worden door een trainingsprogramma waarin hun geleerd wordt hun eigen gedrag te herkennen en te verbeteren. Daarbij helpt het wanneer aan de hele klas de boodschap wordt meegegeven dat pesten niet 'stoer' of 'cool' is maar laf en niet acceptabel.
Een gevaar dat hier echter om de hoek komt kijken, is wanneer men te maken heeft met een pester met psychopathische eigenschappen. In dit geval zal het trainingsprogramma vaak averechts werken en zal deze pester zelfs de verkregen inzichten in zijn slachtoffers misbruiken om zijn pestgedrag nog te verscherpen en doelgerichter te maken.
KiVa, een antipestprogramma dat ontwikkeld is in Finland, is een door het Nederlands Jeugdinstituut (NJI) goedgekeurd programma dat in Nederland en in Finland effectief ingezet wordt bij het voorkomen en oplossen van pesten op basisscholen. Het programma is gebruiksvriendelijk, vernieuwend en heeft concrete materialen voor leerkrachten, leerlingen en ouders. KiVa legt de nadruk op de rol van de hele groep bij het voorkomen en tegengaan van pesten en kent een duidelijk stappenplan.
Uit onderzoek uitgevoerd in 2014 en 2015 onder leiding van René Veenstra van de Rijksuniversiteit Groningen blijkt dat het slachtofferschap van pesten op KiVa-scholen in Nederland significant meer afneemt dan op de controlescholen. Het eindrapport is in 2015 door staatssecretaris voor onderwijs Sander Dekker aangeboden aan de Tweede Kamer.
In 2016 kwam er na een zelfdoding van een scholier na pestgedrag kritiek op de pestprotocollen die gehanteerd worden op scholen. Onder meer kinderombudsvrouw Margrite Kalverboer en psycholoog Bob van der Meer stellen dat deze niet effectief zijn om pesten te voorkomen. Van der Meer definieerde in 1988 in het boek 'De zondebok in de klas' pesten als het structureel uitoefenen van fysiek of psychisch geweld van een of meerdere mensen op een persoon met daarbij een rol voor geweld. Hij pleitte voor het op duidelijke wijze corrigeren van de pester. In 2021 zinspeelde de kinderombudsvrouw in Nederland op het strafbaar stellen van pesten.

## Op het werk
Ook op de werkvloer komt pesten voor. Hieraan kunnen, net als op school, vele factoren ten grondslag liggen maar ook hier speelt de sfeer binnen een bedrijf een rol. Wanneer er sprake is van een groot bedrijf met een sterk verloop en/of een afstandelijke sfeer zal de kans op pesten groter zijn. Ook financiële problemen, een te hoge of nou juist te lage werkdruk, of het gevoerde personeelsbeleid kunnen pestgedrag bevorderen. Ook komt het voor dat pesten vanuit het management wordt geïnitieerd of bevorderd met als doel de werknemer te bewegen op eigen initiatief het bedrijf te verlaten. Het kan echter ook voorkomen wanneer een werknemer om welke reden dan ook als een 'indringer' wordt beschouwd, bijvoorbeeld als nieuweling, of omdat deze werk overneemt en anderen zich hierdoor bedreigt voelen.
Competitiedrang kan een rol spelen, doordat men over lijken wil gaan om het doel te bereiken. Door een (te) ambitieus persoon immers te kleineren kan men wellicht zorgen dat deze persoon zich bescheidener opstelt en geen bedreiging voor de eigen ambities vormt. Ook komt het voor mensen die promotie maken uit jaloezie worden gepest.
Pesten op het werk kan ziekteverzuim met naar schatting 50% doen toenemen.
Pesten op het werk kan zich op verschillende manieren uiten. Een aantal voorbeelden van typisch pestgedrag op het werk zijn:
- Het slachtoffer doodzwijgen, of opzettelijk rond het slachtoffer een taal gebruiken die het niet of slecht machtig is;
- Het slachtoffer kleineren middels roddels, grapjes of in het gezicht uitlachen;
- Voortdurend kritiek uiten op het slachtoffer en hem bij zijn werk telkens onderbreken;
- Pestgedrag vanuit het management tegenover het slachtoffer, bijvoorbeeld:
  - Het slachtoffer isoleren of stigmatiseren door het apart van de anderen te zetten;
  - Het slachtoffer een (absurd) slechte beoordeling geven;
  - Het slachtoffer niet meer bij belangrijke zaken of vergaderingen betrekken;
  - Het slachtoffer passeren bij salarisverhogingen en promoties;
  - Geen taken van betekenis meer aan het slachtoffer toewijzen;
  - Het slachtoffer te zware taken of taken buiten zijn of haar werkervaring geven om hem of haar vervolgens op eventuele fouten af te rekenen.
- Verbale bedreigingen;
- Fysieke bedreigingen, soms ook mishandeling;
- Seksuele intimidatie;
- Beschadiging, vernieling of kwijtmaken van eigendommen van het slachtoffer;
- 'Grapjes' met het slachtoffer uithalen. Ook hier kan men denken aan een muis of een scheetkussen, het plaatsen van bederfelijke waar in het bureau van het slachtoffer (wat natuurlijk ontzettend gaat stinken), of sabotage zoals het onklaar maken van de computer of werkgerei;
- Het slachtoffer gevaarlijk werk laten doen;
- Cyberpesten;
- Een management dat doof is voor eventuele klachten of hulpkreten, of het zelfs voor de pesters opneemt. Hoewel dit geen pestgedrag aan zich is, verergert het wel het pesten en zorgt het ervoor dat het slachtoffer werkelijk geen kant meer op kan.

Het kan leiden tot lichamelijke en geestelijke klachten, achteruitgang van de kwaliteit van het werk, toename van ziekteverzuim, ontslag en mogelijk tot zelfmoord.
Het Nederlandse arbeidsrecht is er sterk op gericht de werknemer te beschermen tegen ontslag, maar houdt geen rekening met de werknemer die vrijwillig ontslag neemt, ook niet als pesten hiervoor de aanleiding is en het management geen oplossing biedt. Wie ontslag neemt wordt gezien als verwijtbaar werkloos, en zal dus geen recht hebben op een werkloosheidsuitkering. Door de dreigende inkomensval voelt een gepeste werknemer zich gevangen in deze situatie.
Een verstoorde werkgever-werknemerrelatie kan aanleiding zijn om tot "ontslag met wederzijds goedvinden" te komen. Een werkloosheidsuitkering is dan wel mogelijk.

## Buurtpesten
Ook binnen buurten kan pesten voorkomen. Hierbij wordt een persoon, koppel of gezin door de hele buurt gepest. De gepesten zijn vaak relatieve nieuwkomers in de buurt, die door de overige buurtbewoners niet worden geaccepteerd. Soms is de aanleiding een uit de hand gelopen burenruzie, waarbij de buurtbewoners massaal partij kiezen voor dezelfde persoon of personen, en de ander dus de hele buurt tegen zich krijgt. Ook haalt het wegpesten van homoseksuele koppels door buurtbewoners soms de media. Buurtpesten uit zich onder andere door:
- Kil bejegenen, negeren, niet betrekken bij buurtactiviteiten;
- Kwajongensstreken en grappen, zoals belletje trekken;
- De gepeste juridisch dwarsbomen of tot vertrek dwingen, bijvoorbeeld door gezamenlijk te klagen bij de woningbouwvereniging, vereniging van eigenaren, politie of gemeente;
- Fysieke intimidatie, mishandeling;
- Vandalisme (ruiten ingooien, auto bekladden, vuurwerk in de brievenbus, etc.);
- Stalkingactiviteiten, lawaai maken;
- Het pesten van de kinderen door de buurtkinderen;
- Cyberpesten;
- Verbale intimidatie.

## Pesten op andere plaatsen
Pesten kan overal plaatsvinden. Op school, werk of binnen een vereniging valt het eerder op omdat mensen elkaar hier kennen en veel in elkaars nabijheid verkeren. Ook binnen een relatie kan het voorkomen, bijvoorbeeld bij huwelijksproblemen, dat een van de partners de ander gaat treiteren. Dit is niet altijd voor anderen zichtbaar en het slachtoffer voelt zich dan zelfs thuis niet meer veilig. Andere sociale plekken waar gepest kan worden zijn zomerkampen, universiteiten, studentenverenigingen, sportverenigingen, in bussen en treinen onderweg naar school of werk, gevangenissen en huizen van bewaring, en militaire dienst. Fysieke nabijheid is zelfs niet per se vereist, cyberpesten geschiedt geheel via het internet (hoewel dit soms een uitvloeisel is van een offline ontstaan conflict).

## Bestrijding[18]
Vaak als het pesten net begint kan het slachtoffer en/of de omgeving nog ingrijpen. Het slachtoffer kan dan nog (verbaal) van zich afbijten, het negeren of het met humor oplossen. Het pesten kan dan vaak snel stoppen maar het kan er ook toe leiden dat de dader een ander slachtoffer uitkiest. Ook de omgeving kan een rol spelen door het slachtoffer te steunen en pesten af te keuren. De grootste fout die het slachtoffer kan maken is door tegen de dader(s) op te kijken en impliciet om hun goedkeuring te gaan vragen.
Vaak als het pesten net begint kan het slachtoffer en/of de omgeving nog ingrijpen. Het slachtoffer kan dan nog (verbaal) van zich afbijten, het negeren of het met humor oplossen. Het pesten kan dan vaak snel stoppen maar het kan er ook toe leiden dat de dader een ander slachtoffer uitkiest. Ook de omgeving kan een rol spelen door het slachtoffer te steunen en pesten af te keuren. De grootste fout die het slachtoffer kan maken is door tegen de dader(s) op te kijken en impliciet om hun goedkeuring te gaan vragen.
Als het pesten aanhoudt wordt het al moeilijker. De dader consequent aanspreken, ook door de omgeving, is dan de oplossing. Dit neemt meteen het misverstand weg dat het slachtoffer zelf een ruziezoeker is. De hulp van de omgeving wordt hier belangrijk. Veel slachtoffers zwijgen over wat er met hen gebeurt door schaamte, schuldgevoelens of doordat ze verwachten dat ze het hierdoor alleen maar erger zullen maken. Voor de omgeving is het makkelijker om weg te kijken of om de schuld bij het slachtoffer te leggen. Vaak willen omstanders (klasgenoten, collega’s) ook geen problemen. Wat verder meespeelt is dat voor omstanders niet altijd duidelijk is wie dader en wie slachtoffer is. De dader zal zelf vaak stellen dat het slachtoffer het zelf uitlokte en dat er met anderen over praten (klikken) laf is. De dader heeft er juist baat bij dat het slachtoffer niet spreekt maar zich juist afsluit en geïsoleerd raakt. Hier ligt een belangrijke rol voor de omgeving om het pesten te signaleren en dit bespreekbaar te maken. Ook door duidelijk te maken dat het slachtoffer zich niet hoeft te schamen. Als praten moeilijk is voor het slachtoffer kan deze beginnen met een gesprek onder vier ogen met iemand die deze vertrouwd, bijvoorbeeld ouders, een vertrouwenspersoon, leerkracht of leidinggevende en daarna pas in de groep. Pas wanneer het bespreekbaar is kan er aan een oplossing gewerkt worden. Bij het bespreekbaar maken is het belangrijk om te benoemen welke gevolgen het pestgedrag voor het slachtoffer heeft. Door omstanders te mobiliseren, duidelijk uit te leggen wat er gebeurd is en gezamenlijk de dader aan te spreken kan het pesten gestopt worden. Wat verder helpt is wanneer van de dader iets terug verwacht wordt, een excuus (in het bijzijn van anderen) of dat deze het slachtoffer ergens mee helpt.
Aan de omstanders moet duidelijk gemaakt worden dat het ook hun probleem is. Het heeft gevolgen voor de groepsdynamiek. Een enkel persoon die pest kan de sfeer in een hele groep verzieken en zal na verloop van tijd meer slachtoffers uitkiezen. Een klas waar veel gepest wordt kan hierdoor slechter gaan presteren, een voetbalteam waar gepest wordt zal minder wedstrijden winnen en een bedrijf waar gepest wordt zal dit terugzien in de bedrijfsresultaten. Kinderen kunnen onbedoeld opgroeien met het idee dat pesten tof is en het gedrag gaan kopiëren. Zo kan een cultuur van pesten ontstaan die jarenlang stand kan houden. Wanneer de pester gecorrigeerd of weggestuurd wordt zal de sfeer verbeteren. Tegelijkertijd kan het een zeer positieve ervaring voor de groep zijn om zich tegen een pester te verzetten. Het zal tegelijkertijd het groepsgevoel versterken en het geeft juist energie om onrecht te bestrijden.
Wanneer het pesten een te grote vorm heeft aangenomen, bijvoorbeeld doordat iemand door een grote groep gepest wordt (het pispaaltje van de klas of de afdeling), er geweld gebruikt wordt of een persoon voortdurend kleine pesterijen uitvoert en zich door niemand laat tegenhouden, dan zullen de meeste slachtoffers het niet meer zelf kunnen oplossen. Het vergt dan hele goede sociale vaardigheden en een grote mate van zelfvertrouwen. Iets waar het bij het slachtoffer vaak aan ontbreekt. Ook hier begint de oplossing bij het bespreekbaar maken. Hulp kan gezocht worden bij een vertrouwenspersoon of leidinggevende maar als deze niet meewerken bij een vakbond of andere instantie zoals de Inspectie van het Onderwijs. De omgeving dient hard op te treden, zoals van school sturen van de pester(s) of ontslag ook om hiermee een voorbeeld te stellen.

## STIP-IT
Sinds 2023 organiseert NPO Zapp eind januari/begin februari jaarlijks STIP-IT. STIP staat hierin voor Samen Tegen Iemand Pesten. Deze campagne start op de laatste zaterdag van januari, tijdens de uitreiking van de Zapp Awards en duurt twee weken. Hierbij is het de bedoeling dat zoveel mogelijk mensen vier stippen op hun hand zetten. Hiermee worden de volgende vier afspraken gemaakt:
1. Ik pest nooit
2. Ik sluit niemand uit
3. Ik praat erover als pesten me verdrietig maakt
4. Ik kom op voor iemand die gepest wordt.

Tijdens de campagne zendt NPO Zapp diverse pestprogramma's uit.

### Herkennen van het slachtoffer
Het herkennen van een slachtoffer van pest gedrag is niet altijd even makkelijk. Vaak gaat de omgeving het pas zien wanneer het besproken wordt en dan valt opeens alles op z’n plek. Dat de slachtoffers het zelf uit schaamte verborgen houden helpt daarbij ook niet. Signalen zijn er echter wel degelijk en voor iemand die oplet zijn deze vaak duidelijk te herkennen.
Signalen op school:
- Een kind ziet er ongelukkig of depressief uit of vertoont stress
- Het kind sluit zich af of klapt regelmatig dicht (afwezige blik)
- Het kind wordt buitengesloten bij het spelen of gemeden door andere kinderen
- Het kind wordt voortdurend uitgelachen
- De schoolprestaties gaan opeens, zonder duidelijke oorzaak achteruit
- Het kind wordt altijd als laatste gekozen bij teamvorming
- Het kind meldt zich vaak ziek
- Het kind vermijdt het schoolplein of blijft dicht in de buurt van leerkrachten

Signalen thuis:
- Het kind is bang om naar school te gaan
- Het kind heeft doorlopend lichamelijke klachten als buik- of hoofdpijn
- Het kind is doorlopend aan het piekeren of rumineren
- Het kind kiest een onlogische route naar school
- Bezittingen van het kind zijn doorlopend stuk of verdwenen zonder duidelijke oorzaak
- Het kind heeft blauwe plekken of schrammen
- Het kind neemt zelden klasgenoten mee naar huis
- Het kind slaapt slecht of heeft nare dromen
- Het kind wordt niet uitgenodigd voor feestjes
- Het kind heeft aan het eind van het weekend of de vakantie last van stress
- Het kind steelt of vraagt geld wat mogelijk duidt op afpersing

## Juridische kwalificatie
De meeste landen, waaronder Nederland, kennen geen wetten tegen pesten. Meestal wordt ervan uitgegaan dat de lichtere gevallen binnenskamers kunnen worden opgelost. Een school kan bijvoorbeeld een (voorlichtings)programma tegen pesten beginnen, of de pesters straffen of overplaatsen naar een andere klas. Wanneer de daadwerkelijke pesters in een pestgroep verdwijnen, gebeurt het vaak dat de groep uit elkaar valt. Ook wordt het soms zinvol geacht dat de gepeste ergens anders 'geheel opnieuw begint'. Hoewel dit niet als rechtvaardig wordt gezien, leidt het er vaak in ieder geval toe dat het pesten ophoudt omdat hij van zijn kwelgeest wordt gescheiden.
Zwaardere gevallen kunnen eventueel wel strafrechtelijk worden aangepakt. Dit kan meestal op grond van delicten als mishandeling, afpersing, vernieling (vandalisme) of stalking. In de Verenigde Staten hebben een aantal uit de hand gelopen pestgevallen tot zelfmoord van de gepeste geleid, waarna de pesters strafrechtelijk zijn vervolgd.
Civielrechtelijk kan pesten gelden als een onrechtmatige daad van de dader jegens het slachtoffer. Ook kan de school, (sport)club, universiteit of werkgever aansprakelijk zijn uit wanprestatie (bij een contractuele verbintenis) of onrechtmatige daad (bij het ontbreken van een verbintenis). De instantie heeft immers de mogelijkheid om de omgeving te beïnvloeden. Vaak wordt een inspanningsverplichting aangenomen waarbij de instantie zich moet inspannen om pesten te voorkomen en te bestrijden. Schadeplichtige kosten kunnen onder meer omvatten extra reiskosten voor een andere school, medische kosten en psychologenhonoraria, eventuele kosten voor privé-onderwijs (wanneer er werkelijk geen andere mogelijkheid is, bijvoorbeeld omdat men wettelijk in het eigen postcodegebied naar school moet), en uiteraard de kosten voor eventuele vernielingen van eigendommen door de pester(s). Uiteraard betekent dit wel dat de gepeste of diens ouders een dure procedure tegen de instantie moeten beginnen en dat ze de schade, onrechtmatigheid, causaal verband en toerekenbaarheid moeten aantonen.
Zevenenveertig staten in de Verenigde Staten hebben antipestwetgeving aangenomen. Ook wordt in verschillende landen pesten op het werk sneller erkend en worden er meer mogelijkheden geopend dit aan te pakken. Antipestwetgeving, hoewel van staat tot staat verschillend kan onder meer de volgende elementen bevatten:
- Strafmaatregelen tegen pesters of de school;
- Mogelijkheid tot overplaatsing van pesters of gepesten om ze van elkaar te scheiden;
- Registratie van pestincidenten en een meldplicht jegens de staat;
- Het meenemen van pestincidenten in openbare recensies van scholen (naming and shaming);
- Verplichting tot het implementeren van een anti-pest protocol op straffe van omkering van de bewijslast.

## Extreme gevallen uit de media
- Ryan Halligan (Verenigde Staten) werd jaren achtereen gepest, en nam Tai Bo-lessen om zijn zelfvertrouwen te verbeteren. Hij gaf zijn voornaamste pester een pak slaag en het pesten hield op. De pestkop werd zelfs een vriend van Halligan. Na enige tijd gebruikte hij via de vriendschap bemachtigde persoonlijke informatie om Halligan opnieuw te vernederen, en het gepest begon opnieuw. Verder werd hij gecyberpest en ook een vriendinnetje van school met wie hij nog bevriend was, sloot zich bij de pesters aan en stuurde alle persoonlijke informatie aan de pesters door waarna ze het contact verbrak. Op 7 oktober 2003 pleegde Halligan zelfmoord op 13-jarige leeftijd. Het vriendinnetje is tot inkeer gekomen en heeft zich met Ryans vader publiekelijk tegen pesten uitgesproken.
- Megan Meier (Verenigde Staten) pleegde zelfmoord nadat haar internet-correspondentievriend haar plotseling beledigende boodschappen stuurde. Het bleek een faker die in werkelijkheid de moeder van een vriendinnetje was. De reden was wraak: Megan zou hebben gezegd dat dat vriendinnetje lesbisch was. De moeder is uiteindelijk strafrechtelijk vervolgd maar werd vrijgesproken (United States v. Drew). De delictsomschrijving vereiste namelijk overtreding van de algemene voorwaarden van de website, en deze waren zo onduidelijk dat de moeder aannemelijk kon maken dat ze niet kenbaar voor haar waren.
- Phoebe Prince (Verenigde Staten), kwam als dochter van Ierse immigranten op een school waar zij de aandacht van een populaire jongen trok. Dit konden haar vrouwelijke klasgenoten niet accepteren, en pestten haar zowel op school als via het internet voortdurend. Ook nadat ze zichzelf had opgehangen hebben de klasgenoten beledigende boodschappen op haar Facebook-account achtergelaten. Tegen zes van hen is strafvervolging ingesteld, maar geen van hen is uiteindelijk veroordeeld. Een civiele zaak tegen de stad werd geschikt. De staat Massachusetts stelde hierop antipestwetgeving in.
- Ben Vodden (Verenigd Koninkrijk) werd in de schoolbus gepest. Toen hij aan de pesterijen wilde ontkomen door naast de chauffeur te zitten, ging deze meedoen met het getreiter en bedacht beledigende bijnamen voor hem. Op 12 december 2007 schoot Ben uit zijn slof en schold terug, waarop hij uit de bus werd gezet. Na naar huis te zijn gelopen pleegde Ben op 11-jarige leeftijd zelfmoord. De buschauffeur zei later dat hij de jongen slechts 'gemoedelijk plaagde' maar zich de ernst van de situatie niet realiseerde. Ben's ouders hebben zich uitgesproken voor een extra volwassen toezichthouder in schoolbussen omdat buschauffeurs niet tegelijkertijd kunnen rijden en op de kinderen letten.
- Tyler Clementi (Verenigde Staten) werd op zijn studentencampus door een kamergenoot bespioneerd terwijl hij een andere jongen zoende. De kamergenoot deed hierover verslag op Twitter en probeerde een tweede ontmoeting met een webcam te filmen en dit direct online te plaatsen, zodat zijn volgers op Twitter live online konden toekijken. Clementi zou hebben geklaagd over zijn kamergenoot en om overplaatsing hebben gevraagd. Een dag nadien, 22 september 2010, sprong hij van een brug, en overleed op 18-jarige leeftijd. Tegen twee studenten is strafvervolging ingesteld.
- Tim Ribberink (Nederland) pleegde als 20-jarige op 1 november 2012 zelfmoord omdat hij naar eigen zeggen zijn hele leven "bespot, getreiterd, gepest en buitengesloten" was. Toen zijn ouders op 5 november 2012 een deel van zijn afscheidsbrief publiceerden in de rouwadvertentie, laaiden er felle discussies op over de gevolgen van pesten.
- Fleur Bloemen (Nederland) sprong als 15-jarige op 11 december 2012 voor de trein, nadat zij jarenlang gepest zou zijn. Bloemen was het tweede Nederlandse slachtoffer in iets meer dan een maand tijd dat zelfmoord pleegde naar aanleiding van pestgedrag. Er liepen ruim duizend belangstellenden mee tijdens een stille tocht ter nagedachtenis aan haar.[20]
- Tharukshan Selvam (Nederland) werd door klasgenoten gepest: hij moest geld lenen en lunches betalen van geld dat hij met zijn bijbaantje verdiende. Toen zijn ouders hierachter kwamen en zijn bankpas afnamen, sloeg dit om in cyberpesterijen via de sociale media. Op 8 januari 2017 pleegde hij zelfmoord, op 15-jarige leeftijd.[21]
- Singh Cheema (Verenigd Koninkrijk), die allergisch was voor zuivelproducten, werd door zijn klasgenoten met zijn allergie gepest en op 28 juni 2017 door hen met kaas ingesmeerd. Dit leidde tot een dodelijke allergische reactie waardoor hij binnen 10 minuten in coma raakte en 10 dagen later in het ziekenhuis overleed.[22] Dit was geen op zichzelf staand geval: pesterijen en grappen naar aanleiding van allergie komen vaker voor en leiden in sommige gevallen tot gevaarlijke of dodelijke consequenties.[23]

## Pesten in boeken
- Al het water van de zee - Greet Beukenkamp
- De chocoladeoorlog - Robert Cornier
- Hadden we er maar wat van gezegd - Jan de Zanger
- Niets was alles wat hij zei - Nic Balthazar
- Offline - Caja Cazemier
- Online! - Iris Boter
- Schoolstrijd - Theo Engelen
- Spijt! - Carry Slee
- Stuk - Judith Visser
- Het verhaal van David - Erna Droesbeke
- We noemen hem Anna - Peter Pohl
- Zwart/wit - Jon Ewo

## Pesten in films
- Carrie - 1976
- Ben X - 2007
- Blue Bird - 2011[24]
- Spijt! - 2013
- Un monde - 2021